# 沃爾比勒烏鄉
45°10′41″N 26°57′27″E / 45.178°N 26.9576°E
沃爾比勒烏鄉（羅馬尼亞語：Comuna Vărbilău, Prahova），是羅馬尼亞的鄉份，位於該國中南部，由普拉霍瓦縣負責管轄，面積42平方公里，海拔高度441米，2007年人口7,301，人口密度每平方公里174人。